# Tommy Ramone
Tamás Erdélyi (Budapest, Hongria, 29 de gener de 1949 - Ridgewood, Queens, Nova York, 11 de juliol de 2014), més conegut com a Tommy Ramone o Thomas Erdélyi, fou el primer bateria i últim membre fundador supervivent del grup de punk Ramones. Tommy fou el responsable de recomanar que Joey Ramone abandonés la bateria i assumís el rol de vocalista. Va participar en el grup fins al 1978, any en què gravà el seu últim disc d'estudi, Rocket to Russia. Fou reemplaçat per Marky Ramone.
La seva activitat al grup, encara que curta, va ajudar a formar l'esperit dels Ramones. Un exemple d'això és el fet que va compondre el tema "Blitzkrieg Bop", considerat per molts seguidors com el millor i inclús definit en moltes ocasions per la crítica com la primera cançó punk. El seu retorn al grup el feu, no com a bateria, sinó com a productor i editor dels seus discos.
Cal destacar també el seu estil particular de tocar la bateria que fou seguit pels posteriors bateries del grup.
El seu últim projecte musical és el grup de bluegrass Uncle Monk amb Claudia Tienan.
L'11 de juliol del 2014 ens deixà l'edat de 62 anys a Ridgewood, Queens, New York a conseqüència del colangiocarcinoma (càncer de les vies biliars).

## Discografia
- Ramones (1976)
- Leave Home (1977)
- Rocket to Russia (1977)
- It's Alive (1979) en directe (enregistrat a Londres el 31 de desembre de 1977).